# 孙亚芳
孙亚芳（1955年—）是一位中国企业家。曾担任华为董事长。

## 生平
1955年出生贵州，1982年毕业于电子科技大学，毕业后担任工程师，教师，1992年加入华为担任过市场部工程师，市场部总裁，人力资源委员会主任，1999年成为华为董事长。2018年3月23日卸任，由梁华担任新一届董事长。